# Будинок «Слово» (фільм, 2017)
«Будинок „Слово“» — український повнометражний документальний фільм 2017 року, знятий режисером Тарасом Томенком. Українська прем'єра стрічки відбулася 27 жовтня 2017 року в Харкові. Фільм брав участь в офіційній конкурсній програмі 33-го Варшавського міжнародного кінофестивалю 2017 року.
У 2018 році стрічка отримала українську національну кінопремію «Золота дзиґа» в категорії «Найкращий документальний фільм».

## Сюжет
Наприкінці 1920-х років у Харкові, тодішній столиці УСРР, за відома Сталіна спеціально для українських письменників та інших діячів культури УСРР зводять будинок. Його спроектовано міським архітектором Харкова Михайлом Дашкевичем. Тут передбачено все для зручності мешканців — просторі світлі кімнати, високі стелі, великі вікна. Поряд навіть розбили сквер, аби ті, хто житимуть тут, мали де відпочити. Шістдесят чотири комфортабельні квартири, їдальня, солярій, обслуговуючий персонал — справжній рай для творців літератури. Тоді в новобудову будинку літератора було розселено десятки геніальних українських письменників, поетів, художників, сценаристів, акторів. Під один дах переїжджають Микола Хвильовий, Остап Вишня, Михайль Семенко, Анатоль Петрицький, Антін Дикий та інші.
Утім, цей рай оснащують спеціальною системою спостереження та мережею агентів, завдяки яким авторів тримають під контролем радянські спецслужби. Зокрема, на деяких письменників доносять власні дружини-агентки, на деяких — служниці. Також перебувають під контролем усі, хто відвідує цей будинок, серед них — Бертольт Брехт, Теодор Драйзер, Бруно Ясенський, які приїздять до Харкова на Міжнародну конференцію революційних письменників 1930 року. Українські письменники спостерігають наслідки Голодомору 1932-33 рр., в результаті чого ситуація загострюється.
Дехто з письменників чинить самогубство, дехто потрапляє до божевільні. Під час сталінських репресій було заарештовано мешканців сорока квартир із шістдесяти трьох. Колись новобудову називали будинок «Слово», бо сама споруда мала в плані літеру «С». Та вже за кілька років цей будинок називали «Крематорій» або ДПЗ — «дом предварительного заключения».

## Актори (голоси)
| • Борис Георгієвський   |
| • Ганна Левченко        |
| • Михайло Вознюк        |
| • Ольга Радчук          |
| • Сергій Солопай        |
| • Олександр Завальський |

## Виробництво
Проект фільму став одним із переможців 7-го конкурсного відбору Держкіно України, отримавши державну фінансову підтримку розміром 800 тис. грн., загальна вартість виробництва стрічки становить 1 млн 200 тис. грн. Стрічка створювалася компанією «Fresh Production Group» за підтримки Держкіно.

### Знімальна група
- Автори сценарію — Любов Якимчук, Тарас Томенко
- Режисер-постановник — Тарас Томенко
- Продюсери — Юлія Чернявська, Олег Щербина
- Асоційований продюсер — Юрій Павленко
- Оператори — Тарас Томенко, Олександр Якимчук
- Композитор — Алла Загайкевич
- Консультант — Ярина Цимбал
- Звукорежисер — Катерина Герасимчук

## Реліз

### Реліз на телебаченні та Home video
Телевізійна прем'єра фільму відбулася 17 травня 2018 року на ТРК Україна. 1 липня 2018 року фільм вийшов на VOD-платформі Megogo, а до цього фільм вже став доступним на VOD-платформах ITunes, Google Play, Amazon, Vimeo та JMan.tv.

## Рецензії
Українські кінокритики та кіноексперти позитивно відгукнулися про стрічку. Голова Держкіно Пилип Іллєнко похвалив стрічку, зазначивши що перед початком зйомок стрічки творці фільму провели грандіозну роботу з архівами, що допомогло їм знайти нові, до цього не оприлюднені, унікальні факти. Іллєнко також похвалив художню майстерність стрічки, зазначивши що творці зуміли органічно поєднати сучасне та архівне відео. Оглядач видання "Тексти" також схвально відгукнувся про стрічку, похваливши її просвітницьку складову що сприятиме повернення цих репресованих українських митців в наш публічний простір.

## Нагороди та номінації
| Список нагород та номінацій                | Список нагород та номінацій | Список нагород та номінацій    | Список нагород та номінацій | Список нагород та номінацій | Список нагород та номінацій |
| Кінопремія                                 | Дата церемонії              | Категорія                      | Номінант(и)                 | Результат                   | Дж                          |
| ------------------------------------------ | --------------------------- | ------------------------------ | --------------------------- | --------------------------- | --------------------------- |
| Премія «Золота дзиґа»                      | 20.04.2018                  | Найкращий документальний фільм | Будинок «Слово»             | Перемога                    | [ 11 ] [ 3 ]                |
| Премія «Золота дзиґа»                      | 20.04.2018                  | Найкращий композитор           | Алла Загайкевич             | Номінація                   | [ 11 ] [ 3 ]                |
| Національна премія кінокритиків «Кіноколо» | 26.10.2018                  | Найкращий документальний фільм | Будинок «Слово»             | Номінація                   | [ 12 ]                      |